# Basilica dei Santi Giovanni e Paolo
La basilica dei Santi Giovanni e Paolo è un luogo di culto cattolico di Roma situato sul colle Celio.

## Storia
Fu eretta a partire dal 398 dal senatore Bizante o da suo figlio Pammachio sul sito di un edificio, databile tra il I e il II secolo, utilizzato prima come domus ecclesiae da una comunità cristiana e poi divenuta sepoltura dei martiri Giovanni e Paolo: la tradizione afferma che questa fosse l'abitazione dei due santi fratelli, che avrebbero subito il martirio proprio al suo interno nel 362, durante il regno dell'imperatore Flavio Claudio Giuliano; le fonti più accreditate sostengono invece che più probabilmente l'edificio apparteneva alla famiglia del fondatore, Pammachio; la chiesa è citata per la prima volta negli atti di un sinodo celebrato da papa Simmaco nel 499 con il nome di Titulus Pammachii, o anche Titulus Byzantii.
La chiesa originaria fu danneggiata dai Visigoti di Alarico I durante il sacco di Roma (410), poi da un terremoto nel 442 e venne infine saccheggiata dai Normanni nel 1084.

Il Papa Pasquale II (1099 - 1118) ne promosse i lavori di restauro, vi aggiunse il campanile e il portico, che sostituì l'originario nartece. L'edificio fu continuamente rimaneggiato nei secoli successivi; in particolare furono notevoli gli interventi promossi nel 1715 dal cardinale Fabrizio Paolucci. 

Ha assunto l'attuale fisionomia nel 1951, quando il cardinale Francis Joseph Spellman ne ha fatto ripristinare la facciata paleocristiana.
La chiesa custodisce al suo interno la tomba di san Paolo della Croce, ed è officiata dai padri Passionisti.

## Descrizione

L'abside della chiesa e il Clivus Scauri in una fotografia del 1938

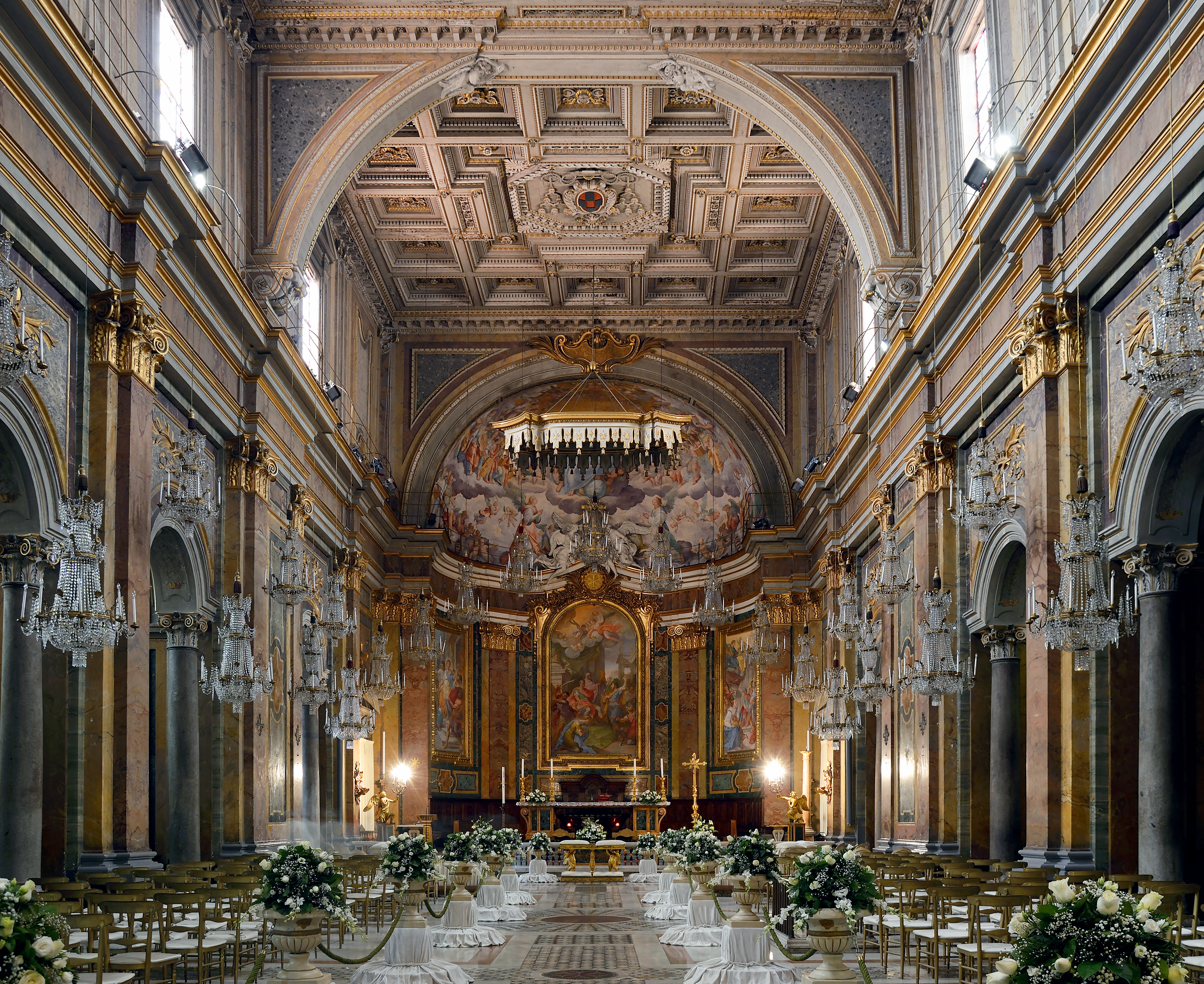
Interno

L'interno, a tre navate, divise da pilastri affiancate alle originali colonne, mantiene poco dell'aspetto originario. La basilica attuale, che aveva incorporato il più antico titulus e gli edifici adiacenti, venne costruita a più fasi ravvicinate, scoperte dall'analisi delle tecniche murarie. La prima fase è in opus mixtum e venne interrotta; la seconda usò il laterizio.
La navata è lunga 44,30 metri ed ampia 14,68, con navatelle larghe 7,40. La separazione tra le navate era effettuata tramite dodici colonne che reggevano tredici archi. In quel periodo venne aggiunta l'abside con quattro grandi finestre e vennero tamponate le finestre delle navatelle; al posto di esse ne vennero aperte tredici più altrettanti oculi nel cleristorio; la navata centrale assumeva quindi un aspetto slanciato e luminoso. La facciata era caratterizzata da una serie di arcate sormontate in alto da cinque finestre. I resti della decorazione a mosaico, dell'affresco e dello stucco dell'abisde e della zona oltre le arcate si trovano in un piccolo museo della basilica.

### Organi a canne
L'organo a canne della basilica è situato sulla cantoria in controfacciata; venne costruito dalla ditta Morettini nel 1856, dalla stessa modificato nel 1902 ed infine ampliato nel 1964 dalla ditta Tamburini (opus 469). Lo strumento è a trasmissione elettrica e dispone di 50 registri su tre manuali e pedale.
Nella cappella di San Paolo della Croce si trova un organo positivo costruito nel 2017 dalla ditta L'Organaria riutilizzando il materiale dell'organo Tamburini opus 453 del 1962 già situato sulla cantoria della cappella stessa.

### Gli scavi
In fondo alla navata destra è l'accesso agli ambienti ipogei della basilica, scoperti nel 1887 da padre Germano da San Stanislao, all'epoca rettore della basilica, che cercava la tomba dei martiri Giovanni e Paolo; trovò venti ambienti dipinti, appartenenti ad almeno cinque edifici diversi datati tra il I e il IV secolo, che costituiscono uno dei complessi di edifici residenziali di età romana meglio conservati giunti fino a noi, ed uno dei migliori esempi di domus ecclesiae (insieme a Dura Europos): conserva ancora gli affreschi originari, con scene di martirio.
In un ambiente già cortile-ninfeo si trova un elegante affresco del III secolo con Proserpina e altre divinità tra putti in barca (metri 3x5) e tracce di un altro affresco marino e dei mosaici nei sottarchi delle finestre. Tra il III e il IV secolo vennero operate modifiche agli ambienti e creato una specie di oratorio, con affreschi a tema cristiano, mentre in altri ambienti le decorazioni erano a soggetto non cristiano (geni alati, ghirlande, uccelli, ecc.). Nel criptoportico aggiunto in quegli anni in un passaggio retrostante il Clivus Scauri, venne realizzato nel corso del IV secolo una confessione, le cui pareti vennero affrescate con soggetti cristiani (Decapitazione di Crispo, Crispiniano e Benedetta, figure femminili e un orante).